# Dibrachys vesparum
Dibrachys vesparum är en stekelart som först beskrevs av Julius Theodor Christian Ratzeburg 1852.  Dibrachys vesparum ingår i släktet Dibrachys och familjen puppglanssteklar. Enligt den finländska rödlistan är arten nationellt utdöd i Finland. Artens livsmiljö är parker, gårdsplaner och trädgårdar. Inga underarter finns listade i Catalogue of Life.